# DmC: Devil May Cry
DmC: Devil May Cry — відеогра в жанрі слешера, створена Ninja Theory і видана Capcom для PC, PlayStation 3 і Xbox 360. Нова частина стала перезапуском франшизи Devil May Cry, ставши п'ятою грою в серії. Це перша гра франшизи, яка була розроблена не Capcom, а передана англійській студії Ninja Theory, хоча Capcom контролювала виробництво.
Версії для консолей PlayStation 3 та Xbox 360 надійшли у продаж 15 січня і 17 січня 2013 року. Версія для Windows розроблялася польською студією QLOC і вийшла 25 січня 2013 року.
Слоган гри: Зустрінь своїх демонів (англ. Face your Demons).

## Ігровий процес

Данте в бою проти демонів

### Основи
Місцем дії гри виступає звичний видимий світ і його потойбічне викривлене відображення — Лімб. Гравець керує Данте — напів-янголом, напів-демоном, який бореться з великою кількістю противників, представлених демонами. Демони володіють різними здібностями й тактиками, існують противники з певним вразливим місцем, або вразливі до одного типу зброї. Різна зброя має різні прийоми свого застосування, що здійснюється відповідними комбінаціями клавіш. В ході гри відкривається можливість «Демонічна сутність», при якій Данте збільшує свою силу і поступово відновлює здоров'я. Шкала «Демонічної сутності» заповнюється при знищенні демонів і вичерпується при застосуванні здатності.
Під час місій зі знищених ворогів та елементів оточення випадають Сфери, які мають різне застосування, залежно від кольору. Червоні сфери необхідні для придбання предметів в Божественних статуях, які слугують магазинами. Зелені сфери відновлюють частину шкали здоров'я Данте. Золоті сфери можуть бути придбані в Божественних статуях або знайдені по ходу місій. Ці сфери воскрешають Данте в разі загибелі, але їх не можна мати більше трьох штук. Білі сфери поступово заповнюють шкалу поліпшень, даючи врешті очко поліпшень для вдосконалення зброї або здібностей самого Данте. Фіолетові сфери поповнюють шкалу «Демонічної сутності». Крім того сфери дає знищення демонічних коконів, які висять повсюдно в Лімбі.
В бою можливо скористатися предметами, такими як Зірки життя (поповнюють запас здоров'я) або Диявольські зірки (поповнюють шкалу «Демонічної сутності»). Особливі предмети, Зелені та Фіолетові хрести, відповідно збільшують максимальний запас здоров'я і шкалу «Демонічної сутності». Вони дають ефект одразу після придбання в Божественній статуї. Кожен наступний предмет дорожчий за попередній.
Відшукуючи сховки, гравець знаходить на рівнях колекційні предмети: Ключі й Пропащі душі. Ключі відкривають Секретні двері, за якими знаходяться випробування, виконавши які Данте отримає винагороду. Ключі й Двері поділяються за рангами на мідні, срібні, золоті і зі слонової кістки. Двері відкриваються тільки ключем з того ж матеріалу, з якого складаються самі, і вимагають різної кількості ключів. Пропащі душі — це душі людей, що застрягли в Лімбі. Рубаючи їх, Данте звільняє душі і отримує в нагороду червоні сфери.
Після проходження кожного рівня вправність гравця оцінюється від D до SSS, що визначає підсумковий рахунок. На нього впливають кількість отриманих ушкоджень, використані предмети, затрачений час і смерті героя.
Місцями трапляються головоломки, наприклад, розташувати символи в правильній послідовності, щоб відкрити двері.

### Зброя Данте

#### Зброя ближнього бою
- Rebellion (укр. Бунтівник) — одноручний меч, основна зброя Данте. У цій грі він тонший і дещо коротший, ніж у попередніх іграх серії, та на його рукоятці немає зображення черепа. Меч має три форми: стандартну, демонічну і янгольську. Данте не носить меч з собою: він матеріалізується у нього за спиною за його бажанням і, переважно, лише у Лімбі.
- Osiris (укр. Озіріс) — янгольська форма меча, виконана в вигляді довгої коси блакитного відтінку. З її допомогою Данте здатний здійснювати швидкі й розмашисті, але слабкі атаки, ефективні проти скупчень невеликих демонів. Також коса необхідна для знищення демонів блакитного відтінку та блакитних бар'єрів.
  - Ophion Angel Lift (укр. Ангельський підйомник Офіона) — форма янгольської коси, являє собою батіг з подобою зміїної пащі на кінці. За допомогою батога Данте може притягуватися до ворогів і блакитних виступів, що є частиною бойового процесу і вирішення головоломок.
- Arbiter (укр. Арбітр) — демонічна форма меча у вигляді чорної сокири з яскраво-червоним лезом. Зброя є протилежністю Озіріса: замість швидких і розмашистих слабких ударів, вона завдає різких сильних, але з затримкою, завдяки чому ефективна проти поодиноких демонів. Необхідна для знищення ворогів червоного відтінку, а також позначених червоними порізами дверей.
  - Ophion Demon Pull (укр. Демонічна тяга Офіона) — форма демонічної сокири, являє собою гак з подобою трипалої клешні на кінці. За допомогою тяги Данте здатний притягувати до себе демонів, виривати у них щити, а також підтягувати до себе об'єкти з червоними виступами.
- Eryx (укр. Ерікс) — зброя ближнього бою демонічної форми. Виглядає як рукавиці, складені з лави. Данте може завдавати ними як звичайні атаки, так і заряджені — повільні, але забійніші. Ерікс використовується для жонглювання ворогами і парирування їх атак, знищення червоних демонів, а також для розбивання бар'єрів з червоних кристалів.
- Aquila (укр. Аквіла — Орел) — зброя ближнього бою янгольської форми. Являє собою метальні глефи. Данте здатний атакувати ними ворогів навколо, або кидати поперед себе. Як і Озіріс, Аквіла допомагає у битві з блакитним демонами і знищує блакитні бар'єри. За швидкістю атак Аквіла перевершує решту зброї.

#### Зброя дальнього бою
- Ebony і Ivory (укр. Чорний і Білий) — самонавідні пістолети Данте. На відміну від попередніх ігор серії, в якій Данте називав пістолети «хлопці», в даній грі Данте називає їх «подружками» (про що можна почути в одному з трейлерів). Постріли завдають слабких ушкоджень, але необхідні в боротьбі з літаючими демонами, а також сповільнюють дрібних наземних ворогів. Данте здатний заряджати пістолети енергією, після чого одним пострілом вражати оддразу декількох супротивників рикошетом.
- Revenant (укр. Воскреслий — Потойбічний) — потужний обріз. Як і в попередніх іграх, здатний атакувати як одного супротивника, так і відразу декількох (Данте обертає зброю навколо себе). Також Данте здатний здійснювати заряджений постріл величезної потужності.
- Kablooey (укр. Електрошокер) — вогнепальна зброя, яка насправді є простим тазером, але в Лімбі стає грізною зброєю. Шокер використовує вибухові заряди: гравець може спершу вистрілити, а потім підірвати заряд[3].

## Основні персонажі

### Основні
- Данте (англ. Dante) — протагоніст гри, напівдемон-напівангел у людській подобі — нефілім. Син янголиці Єви та демона Спарди, котрий відрікся від служби владиці демонів Мундусу. Ріс у маєтку з батьками й братом, дитиною застав смерть матері, чия душа тепер знаходиться в амулеті. Всю свою юність Данте пробув у різних виправних установах, де зрозумів, що відрізняється від людей. Зокрема, володіє надзвичайними силою, спритністю, здатністю заліковувати рани та відчувати демонів. На початку гри Данте живе у фургоні, веде розгульне життя та мало що пам'ятає про дитинство. Він зухвалий бунтар, утім йому не чужі дружба та справедливість. Демони, котрі таємно контролюють світ, виставляють Данте терористом у реальному світі, та періодично затягують до Лімбу.
- Вергілій (англ. Vergil) — брат-близнюк Данте, також нефілім, раніше знаний як «Людина в масці». Вергілій ріс окремо від Данте в багатій родині, де набув аристократичних манер. Будучи школярем, він написав надпотужну шифрувальну програму, що зробило його багатим. Аби помститися за смерть матері, Вергілій створив таємну організацію, відому як «Порядок» (англ. The Order), яка знищує демонів, щоб звільнити світ від їхнього панування. Вергілій, на відміну від Данте, стриманий, тактовний, освічений, проте егоїст і прагматик, який зверхньо ставиться до брата й людей.
- Кет (англ. Kat) — дівчина зі здібностями медіума, здатна проникати до Лімбу в вигляді фантома і спостерігати за подіями там. Дає підказки Данте та допомагає йому вибиратися з Лімбу магічними печатками, які наносить балончиком у реальному світі. Є правою рукою Вергілія, котрий допоміг Кет приборкати її силу. Кет вивчила демонологію та магію, чим допомагає «Ордену».
- Мундус (англ. Mundus) — владика демонів, брат Спарди і головний антагоніст гри. Його правління налічує вже 9000 років, а в сучасному світі він видає себе за банкіра Кайла Райдера (англ. Kyle Rider). Мундус ув'язнив Спарду за його зраду, а Єву вбив, вирвавши її серце. В людській подобі Мундус — високий дужий чоловік, що має на лобі три кругових шрами, які виглядають як очі Мундуса з попередніх ігор. Контролюючи економіку, розваги та ЗМІ, Мундус практично досягнув влади над світом і боїться лише нефілімів, які здатні його знищити.

### Другорядні
- Лімб (рос. Limbo) — саме місто, в якому відбуваються дії гри, є своєрідним супротивником. Його альтернативна форма перегороджує шлях Данте, блокуючи проходи і нацьковуючи демонів. Часом місто і саме намагається знищити нефіліма: його стіни стискаються, підлога і асфальт провалюються, предмети оточення розлітаються вбоки. Часто на стінах з'являються загрозливі написи, що виражають ставлення до Данте.
- Спарда (англ. Sparda) — легендарний Темний лицар, батько Данте і Вергілія, кровний брат Мундуса. За те, що він покохав янголицю Єву, був засуджений братом і між ними спалахнула ворожнеча. Мундус убив Єву, а Спарду ув'язнив. За всю гру обличчя Спарди не показується жодного разу, але в одному з відео його видно закутим в ланцюги в оточенні демонів. Спарда залишив Данте у спадок демонічну зброю.
- Єва (англ. Eva) — янголиця, дружина Спарди, мати Данте і Вергілія. Вона була вбита ще до подій гри самим Мундусом. Єва залишила Данте у спадок янгольську зброю.
- Фінеас (англ. Phineas) — демон, вигнаний Мундусом за дружбу зі Спардою. Виглядає старим, а замість правої половини його голови перебуває імплантат з роботизованим оком. Пошук цього самого ока є одним із завдань Данте. Також він допомагає Данте відшукати слабке місце Мундуса.
- Ліліт (англ. Lilith) — власниця нічного клубу, коханка Мундуса. Вона вагітна від Мундуса і повинна народити йому дитину. Попри свою лояльність Мундусу, її більше цікавить сила і могутність. Убита Вергілієм під час обміну її на Кет.

## Сюжет

### Оригінальна DmC: Devil May Cry
Владика демонів Мундус під виглядом банкіра Кайла Райдера вже майже здобу владу над світом, але боїться синів свого брата Спарди.
Після розваг у нічному клубі Данте повертається у свій фургон, а наранок прокидається від стуку у двері. На порозі стоїть Кет, яка попереджає його про якусь небезпеку. В цей момент з'являється демон Мисливець, який руйнує фургон, але Данте встигає врятуватися і потрапляє в Лімб — викривлене демонічне відображення реального світу. Використовуючи свої здібності і допомогу Кет, Данте перемагає демона і повертається в реальність.
Наступного дня Кет запрошує Данте в штаб-квартиру організації «Порядок» (англ. The Order) під керівництвом Вергілія, який пропонує Данте приєднатися до них, щоб допомогти знищити демонів. Данте це не дуже цікавить, тому Вергілій їде з ним в покинутий особняк, досліджуючи який Данте дізнається правду: Вергілій — його брат-близнюк, а самі вони — нефіліми, гібриди ангела і демона, розлучені після того як Мундус вбив їхню матір і ув'язнив батька. Він отримує батьківську зброю і бажає помститися, тож приєднується до Кет та Вергілія. Вергілій пояснює стан сучасного світу. Мундус, владика демонів, тепер знаний як Кайл Райдер — власник найбільшого банку, який за допомогою боргів тримає під контролем весь світ. Також демони «промивають мізки» населенню через ЗМІ та отруюють їх популярним напоєм «Virility», що придушує волю людини. Данте потрібно спершу знищити завод з виробництва напою, а потім і телевежу, щоб повалити Мундуса.
За допомогою Кет Данте вдається проникнути на завод з виготовлення «Virility». В підвалі він знаходить сварливу демоницю Суккубу, яка своїми виділеннями отруювала напій, і вбиває її. Потім він вирушає на телестанцію знищити брехливого демона, який видає себе за ведучого новин Боба Барбаса. В його тюрмі, що являє собою перевернене метро, Данте зустрічає старого сліпого демона Фінеаса, який знав Спарду і погоджується допомогти в обмін на повернення його ока, схованого в гнізді гарпій. Данте повертає око і знаходить реліквію, що дозволяє йому користуватися «Диявольською сутністю». Фінеас розкриває, що у Мундуса є дитина, котру виношує Ліліт — власниця нічного клубу. Данте вирушає на бій з Бобом, який затягує його в теленовини, виставляючи терористом.
Під час знищення телевежі Данте дізнається, що місце розташування штаб-квартири «Порядку» розкрито і туди прямують спецпризначенці. Данте встигає добігти до штаб-квартири перед самим штурмом. Перебуваючи в Лімбі, паралельно зі спецпризначенцями, Данте знаходить Кет і Вергілія. В ході атаки брати змушені покинути Кет, яку Мундус бере в заручники. Данте розшукує дружину Мундуса в клубі, де вона влаштовує смертельне шоу. Нефілім, однак, проходить всі випробування та атакує її дитину, Поріддя Мундуса. Демониця здається в полон Вергілію. «Порядок» та Мундус домовляються про обмін — Кет в обмін на дружину і дитину владики демонів. Але Вергілій не дотримується угоди та все одно вбиває дитину Мундуса. Той, розлютившись, руйнує місто.
Кет з Вергілієм на автомобілі прориваються до вежі Мундуса, тоді як Данте в Лімбі розчищає їм шлях. Кет розповідає що дізналася про будову вежі Мундуса під час полону та вказує безпечний шлях до владики демонів. Дорогою Данте звертає на хибний шлях, наповнений демонічною охороною, але все ж досягає входу до бункера Мундуса. Щоб відчинити його, Данте активовує магічний механізм і вирішує головоломку. Брати входять до бункера. Данте зумисне дратує Мундуса, поки Вергілій використовує свій меч Ямато, щоб закрити портал в Пекло, розташований за Мундусом. Це призводить до злиття світів, за якого реальність і Лімб поєднуються. Вергілій рятує Данте, а останній скидає Мундуса з даху. Проте Мундус виживає і набуває форми гіганта з уламків міста. Брати вступають в бій з демоном і зрештою долають його.
Данте, Кет і Вергілій, спостерігаючи зруйноване місто, говорять про те, що люди тепер вільні. Але Вергілій на це каже, що люди слабкі й не можуть вирішити свої проблеми самі. Тому ними повинні правити нефіліми. Між братами спалахує суперечка і вони сходяться в поєдинку, де Данте мало не вбиває Вергілія. Зазнавши поразки, озлоблений Вергілій відступає. Данте залишається з Кет, набувши більш «класичного» вигляду — він посивів.
Тим часом в новинах в усьому світі з'являються повідомлення про вже відкриту появу демонів.

### Vergil's Downfall
Зазнавши поразки від Данте, Вергілій приходить в покинутий батьківський маєток, де, знесилений, падає на могилі матері і потрапляє в Лімб. Його амулет при цьому зникає. Вергілій чує голос матері — знайти світло і вибратися звідти. Йому ввижається брат в злому образі, а згодом власне альтер-его Спустошений Вергілій (англ. Hollow Vergil), який запитує, що б справжній Вергілій зробив, коли міг би змінити минуле.
Вергілій переслідує образ Кет, яка протиставляє його Данте, називаючи Данте справжнім чоловіком, а Вергілія нікчемою. Альтер-его пропонує стати справжнім Сином Спарди, здобувши абсолютну силу. Вергілій перемагає образ Данте, що насміхається з нього, і забирає його амулет. Зустрівши матір, він віддає амулет їй і йде зі словами, що вона завжди любила Данте більше за нього.
Зустрівши свого двійника знову, Вергілій бачить й нього втрачений амулет. Вергілій відбирає його та отримує бажану силу. Отямившись на руїнах родинного маєтку, він бачить демонів, яких підкорює і веде за собою.

## Розробка

### Рекламна кампанія
Гра була офіційно анонсована Capcom на Tokyo Game Show у вересні 2010 року, чим підтвердилися чутки про те, що розробка п'ятої частини серії була передана Ninja Theory. Показали трейлер, що демонструє новий візуальний стиль гри. Повідомлялося, що проєкт використовуватиме рушій Unreal Engine 3. В інтерв'ю, опублікованому в блозі Kotaku, продюсер Алекс Джонс розповів, що Capcom зв'язалася з ними через враження, справлені на них останньою роботою Ninja Theory — слешером Heavenly Sword.
Первинна реакція журналістів і фанатів серії була вельми негативною. Передусім критикувався новий образ Данте, де він зображений подібним на стереотипного емо. Пізніше Capcom відзначили, що вони розраховували саме на таку реакцію, і зробили це навмисно. Повідомлялося, що DmC буде оригінальною історією. Пізніше, на «E3 2011» продемонстрували відеоролик по грі. У ньому показувалася бойова система, але не сам геймплей. Також у відеоролику показали Данте у своєму старому образі: біле волосся і яскраво-червоний плащ, що насправді було однією з форм перетворення Данте.
Ninja Theory заперечили чутки про вихід гри в 2012 році. Вона очікувалася в Північній Америці та Європі 15 січня 2013 року для консолей. Крім того було повідомлено про розробку для ПК з орієнтовною датою виходу 25 січня 2013.
На виставці E3 2012 була представлена демо-версія гри, що складалася з двох частин. Перша частина являла собою тренувальний рівень. У ньому Данте мусив знищувати ворогів, просуваючись по вулицях до церкви, де йому належало вибратися з неї. Друга частина мала назву «Secret Ingredient». Він являв собою битву з Суккубом. На виставці GamesCom 2012 були показані ще дві демонстрації геймплею. Перша — це Данте, що біжить по руїнах мосту і використовує нову зброю, «Ерікс». Друга частина геймплею — бій з Бобом Барбасом.
На минулій виставці Tokio Game Show 2012 з'явився новий трейлер. Також продюсер проєкту, Алекс Джонс, заявив, що Вергілій хоч і з'явиться в грі, проте грабельним цей персонаж не буде. Додатково повідомлялося, що ПК-версія гри буде розроблятися польської студією QLOC і підтримуватиме частоту 60 кадрів в секунду.
У рамках виставки New York ComicCon 2012 вийшов ще один трейлер, який являв собою перемонтовану і доповнену версію попереднього. Також була анонсована демо-версія гри, яка мала надійти у відкритий доступ 20 листопада для Xbox 360 і 21 листопада для Playstation 3. Заявлялося, що Мундус буде головним антагоністом нової гри. Разом з цим з'явився концепт-арт Мундуса.
Пізніше Ninja Theory зробили оголошення щодо рівнів складності в грі. Їх стало сім. До класичного легкого, середнього і складного додалися також «Son of Sparda», «Dante Must Die», «Heaven or Hell» і «Hell and Hell», які є змішаними і включають в себе все швидших і сильніших супротивників.
Точною датою виходу на ПК на території Європи стало 25 січня 2013. Порт, що розробляється польською студією QLOC S.A., отримав ряд нововведень. Гра отримала підтримку частоти 60 кадрів на секунду, доповнилася підтримкою таких технологій, як «AMD Eyefinity» (одночасне виведення цілого зображення на декілька дисплеїв) і «AMD CrossFireX» (об'єднання декількох відеокарт). Крім того вона підтримувала сторонні контролери і мала розповсюджуватися як стандартному дисковому, так і цифровому вигляді (за допомогою Steam). Цифрова Steam-версія отримала підтримку геймпадів, системи «Steam Cloud», дошки лідерів і системи досягнень. Також, з цієї нагоди, розробники представили два ролики, що демонструють переваги ПК-версії гри.
Аранці 11 січня 2013 року, за 4 дні до офіційного релізу, гра невідомим чином опинилася викладеною в мережу. Витік стосувався версій для консолі Xbox 360 і PlayStation 3.

### Образ Данте
Однією з головних відмінностей і скандальних особливостей гри стала кардинальна зміна зовнішності головного героя. Новий Данте носить чорне, коротке і скуйовджене волосся, а на маківці видніється жмут білого волосся. Плащ Данте став не цілком червоним: його колір замінений на темні тони з темно-синім відтінком. Внутрішня ж частина плаща стала червоною. Крім того Данте носить світло-сіру майку під плащем, високі темні черевики і темні джинси. На шиї Данте залишився амулет, хоч і змінений зовні. Зброя Данте теж змінилась: меч «Бунтівник» став менш громіздким, а у пістолетів Данте змінилася рукоятка і затвори.
Одним з початкових варантів був Данте в одних штанях на підтяжках. Ще розробники розглядали кандидатуру лисого Данте, але і цей варіант був неприйнятий. Найнаближеніша до остаточної версії зовнішність була представлена в артах і в тизері до гри. На них у Данте була жовтувата шкіра, численні синці і порізи на обличчі, червоні очі. Крім того, у Данте з'явилася звичка палити. Таку зміну в зовнішності розробники обґрунтували тим, що на це їх підштовхнула зовнішність сучасної молоді. Наступна версія зводилася до того, що зовнішність Данте була змальована з одного із засновників компанії — Таміма Антоніадеса, який зовні був схожий на Данте. Сам Тамім спростовує цю чутку.
Після того, як в одному з трейлерів ведучий новин Боб Барбас назвав Данте «сексуально девіантним», з'явилися роздуми про те, що новий Данте — гомосексуал. Провідний дизайнер Тамім Антоніадес спростував цю думку, обґрунтувавши це тим, що ведучий новин — це демон, який хоче дискредитувати й знищити Данте, для чого він і виставляє його терористом і збоченцем. Також розробники додали, що це питання їм задають не вперше.
Зміна вигляду Данте вкрай не сподобалася гравцям. У компанію приходили листи як з проханнями повернути старий вигляд Данте, так і листи з погрозами, причому були навіть примірники у формі вірша або пісні. Затверджена версія нового Данте не сильно змінилася. Він став більше схожий на свого актора озвучення, Тіма Філліпса (англ. Tim Phillips). Шкіра Данте стала нормального відтінку, порізи на обличчі зникли. Він більше не курив у наступних роликах. При використанні Devil Trigger Данте набуває класичного вигляду — біле волосся і червоний плащ.
Характер персонажа також зазнав певних змін: Данте став більш жорстким і більше схожий на антигероя. Він як і раніше має почуття гумору, яке тепер стало більш темним: він використовує грубі жарти і ненормативну лексику в розмовах з ворогами, часто вдається до насильства. Так само він абсолютно не соромиться виходити на вулицю повністю голим (це показано в першому ролику). Сильно змінилася і біографія персонажа. Тепер Данте — син демона і ангела у людській подобі, який виріс у різних виправних установах під наглядом демонів, що змусило його їх ненавидіти. Сам Данте нині є безпритульником: він живе один у фургончику, розташованому біля невеликого парку атракціонів.

## Супутня продукція
«DmC Devil May Cry — The Chronicles of Vergil» — комікс видавництва Titan Comix, присвячений подіям за три місяці до початку сюжету гри. В ньому Данте й Кет опиняються у в'язниці демонів. Вергілій, постаючи в образі «Людини в масці», визволяє їх, щоб використати для повалення влади демонів, але змушений стерти Кет спогади про ці події.

## Оцінки й відгуки
| Агрегатор  | Оцінка                                 |
| ---------- | -------------------------------------- |
| Metacritic | (PC) 85/100 (PS3) 85/100 (X360) 86/100 |

| Видання        | Оцінка                        |
| -------------- | ----------------------------- |
| 1Up.com        | A                             |
| Eurogamer      | 8/10                          |
| Famitsu        | 34/40                         |
| Game Informer  | 9/10                          |
| GameSpot       | 8/10                          |
| GamesRadar+    | [ 34 ]                        |
| GameTrailers   | 9/10                          |
| IGN            | (PC/X360) 8.9/10 (PS3) 8.5/10 |
| VideoGamer.com | 8/10                          |

DmC: Devil May Cry зібрала переважно позитивні відгуки критиків, зібравши оцінки у 85-86 балів зі 100 для різних версій на агрегаторі Metacritic.